# ハーメルン＝ピルモント郡
ハーメルン＝ピルモント郡 (Landkreis Hameln-Pyrmont) は、ドイツ連邦共和国ニーダーザクセン州南部に位置する郡。この郡は西はヴェストファーレンのリッペ郡、北はシャウムブルク郡およびハノーファー広域連合、東はヒルデスハイム郡、南はホルツミンデン郡と境を接する。

## 地理
ハーメルン＝ピルモント郡はニーダーザクセン州南部のヴェーザー川上流に面したヴェーザーベルクラント地方に位置する。

## 歴史
この地方に関する記録は、現在のバーゼル近郊に位置する古代都市アウグスタ・ラウリカのローマ軍司令官（50年頃）の墓碑銘に記されている。司令官セプティムス・マクシムスは現在のアイヒェンボルン（バート・ピルモント近郊）付近の戦いで6000人の兵士とともに落命した。
ハーメルン＝ピルモント郡は1922年4月1日に旧ハーメルン郡とピルモント郡が合併して成立した。1923年4月1日から1973年1月1日までハーメルン市は郡独立市であり、郡に属してはいなかった。
1977年の行政改革・地域再編により、ヘッシシュ・オルデンドルフは旧グラーフシャフト・シャウムブルク郡から移管された。
1999年9月に郡と共同出資者は、ヴェーザー発電所をフィンランドのフォルトゥム・グループに売却した。
2021年、グローンデ原子力発電所が国の原子力発電から撤退する政策により廃止された。

## 行政
ディルク・アドマート (SPD) は、2020年4月5日の選挙で 51.14 % の票を獲得してハーメルン＝ピルモント郡の郡長に選出された。
2021年の選挙による郡議会の政党別議席配分は以下の通りである。
- SPD 16議席
- CDU 16議席
- GRÜNE 8議席
- FDP 3議席
- AfD 3議席
- Die Unabhängigen 2議席
- Die Linke 1議席
- dieBasis 1議席

計50議席である。

## 経済と社会資本

### 病院
ハーメルンには、ザナ・クリニークム・ハーメルン＝ピルモントがある。この病院は救急治療病院であり、ハノーファー医科大学の教育病院でもある。資本の49%がザナ・クリニーケンAGに属す。バート・ピルモントにはプロテスタントのバチルディスクランケンハウスがある。この病院はプロディアコ・グループに属す。コッペンブリュッゲは神経学的疾患の専門病院「リンデンブルン」の所在地である。ヘッシシュ・オルデンドルフもやはり神経学の病院がある。バート・ミュンダーには労働者福祉事業団が運営するダイスター＝ジュンテル・クリニークがある。この病院には救急内科や透析センターがある。

### 交通
郡内にアウトバーンはないものの、連邦道は何本か走っている。より重要なのは、ハノーファーからパーダーボルンへの地域鉄道（ハノーファーSバーン）およびレーネ＝リンテルンからヒルデスハイムへのヴェーザー鉄道で、これらの路線はヘッシシュ・オルデンドルフ、ハーメルン、コッペンブリュッゲを経由していた。

## 市町村
| - エルツェン（Aerzen 10,544）、フレッケン - バート・ミュンダー・アム・ダイスター（Bad Münder am Deister 17,511）、市 - バート・ピルモント（Bad Pyrmont 19,596）、市 - コッペンブリュッゲ（Coppenbrügge 7,088）、フレッケン - エンマータール（Emmerthal 9,887） - ハーメルン（Hameln 57,916）、大規模自立都市 - ヘッシシュ・オルデンドルフ（Hessisch Oldendorf 18,556）、市 - ザルツヘンメンドルフ（Salzhemmendorf 9,279）、フレッケン 人口は、2023年12月31日 時点の数値である。 フレッケンは市場開催権など特定の自治権を古くから認められていた町村である。 |

## 引用
1. 1 2  Landesamt für Statistik Niedersachsen, LSN-Online Regionaldatenbank, Tabelle A100001G: Fortschreibung des Bevölkerungsstandes, Stand 31. Dezember 2023
2. ↑  “ドイツ、原発3か所の運転停止 電力危機の中” (2021年12月30日). 2022年1月1日閲覧。
3. ↑  “Vorläufiges Landratswahlergebnis” (2020年4月5日). 2020年8月25日閲覧。
4. ↑  “Kreistagswahl - Landkreis Hameln-Pyrmont 12.09.2021”. 2022年8月13日閲覧。